# جوهر الكعبي
جوهر الكعبي لاعب كرة قدم قطري، ولد في (9 يونيو 1988) .
كانت بداياته مع النادي العربي و إنتقل إلى نادي الوكرة في عام 2012 .

## روابط خارجية
- جوهر الكعبي على موقع الاتحاد الدولي (مؤرشف)  (الإنجليزية)
- جوهر الكعبي على موقع قاعدة بيانات كرة القدم.إي يو (الإنجليزية)